# Marc Kalman
Marc Kalman (1988. május 10.) magyar származású amerikai művészeti vezető és vállalkozó.

## Karrierje
Kalman Travis Scott kreatív igazgatójaként dolgozott, formálva a rapper márkaidentitását és vizuális megjelenését. Emellett olyan ügyfelekkel is együttműködött, mint a Milk Studios MADE Fashion Week, a KNG Records és a Smoke x Mirrors szemüvegmárka. 2024 októberében Kalman elindította saját ruházati márkáját, a Still Kelly-t. A debütáló kollekció, a "Boyish", 39 darabból áll, beleértve a technikai felsőruházatot, munkaruházatot, amerikai gyártású farmereket és grafikus pólókat.